# Anschlag von Loughgall 1987

Wandmalerei mit dem Abbild der „Loughgall Martyrs“

Der Anschlag von Loughgall (englisch Loughgall ambush) wurde während des Nordirlandkonflikts am 8. Mai 1987 durch Mitglieder der „Irish Republican Army“ (IRA) auf die Station der Royal Ulster Constabulary (RUC) in Loughgall, County Armagh, ausgeführt. Dabei wurde eine Sprengladung mit Hilfe eines Baggerladers auf das Gelände der RUC-Station gefahren und zur Explosion gebracht, während weitere IRA-Mitglieder dieses Vorhaben mit Handfeuerwaffen unterstützten. Soldaten des britischen Special Air Service (SAS) waren jedoch vorab über den Anschlag informiert worden und erschossen die acht Angreifer sowie einen unbeteiligten Zivilisten aus zuvor bezogenen Positionen.
Der Vorfall gilt als opferreichster Anschlag für die IRA und als die erfolgreichste Anti-Terror-Operation britischer Behörden des Nordirlandkonflikts.

## Vorgeschichte
Nach Geheimdienstberichten über einen bevorstehenden Anschlag der IRA auf die RUC-Station in Loughgall, erreichten 24 Soldaten des SAS und drei RUC-Beamte in den Morgenstunden des 8. Mai 1987 die genannte Station. Wichtige Informationen über Ort und Zeitpunkt des Anschlags sollen von einem Informanten aus den Reihen der East Tyrone Brigade gekommen sein. Die drei Beamten und sechs der Soldaten positionierten sich am Gelände der Station, während die 18 anderen Soldaten fünf verdeckte Positionen im Umkreis bezogen. Die RUC-Beamten sollten einen gewöhnlichen Dienstbetrieb vortäuschen, die Soldaten am Gelände trugen Zivilkleidung.
Im Laufe des Tages wurden jeweils der Diebstahl eines blauen Vans und eines Baggerladers im nahen Dungannon gemeldet. Die Sicherheitsbehörden rechneten daher mit einem Anschlag wie jenen vom 11. August 1986 auf eine RUC-Station im County Tyrone, bei dem ein mit Sprengstoff bestückter Baggerlader und ein weiteres Fahrzeug zum Transport von Bewaffneten verwendet worden war. Ein ähnlicher Anschlag auf eine RUC-Station im County Tyrone hatte sich zudem bereits am 7. Dezember 1985 ereignet, wobei zwei Angehörige der RUC ums Leben gekommen waren.

## Anschlag
Gegen 19:15 Uhr fuhr der blaue Van an der RUC-Station vor und parkte am Straßenrand. Das Fahrzeug war von den Soldaten zuvor bereits mehrmals in der Nähe der Station gesehen worden. Die Insassen stiegen aus und schossen mit Handfeuerwaffen auf die Station, während einige der Soldaten das Feuer erwiderten. Im Zuge dieser Schießerei erreichte der Baggerlader die Station und durchbrach den Sicherheitszaun. Die Sprengladung in der Schaufel wurde angezündet, worauf es etwa 40 Sekunden später zur Detonation kam und hoher Sachschaden entstand. Bei der Schießerei und der anschließenden Explosion wurden zwei RUC-Beamte und ein Soldat verletzt. Inzwischen hatten auch die anderen Soldaten mit Maschinen- und Sturmgewehren in das Geschehen eingegriffen, wobei alle acht Angreifer getötet wurden.
Ein zufällig in die Anschlagszone gefahrenes Brüderpaar wurde für eine IRA-Reserveeinheit gehalten und ebenfalls unter Beschuss genommen, wobei der Fahrer getötet und der Beifahrer verletzt wurde. Die Ehefrau des Getöteten wurde 1991 von der britischen Regierung entschädigt. Ab 19:35 Uhr begannen die Ermittlungen und Beweissicherungen.

## Ermittlungen
Am Anschlagsort wurden 678 Patronenhülsen aufgefunden, davon stammten 600 aus den Waffen der SAS-Soldaten. Mehrere Fahrzeuge wurden von Projektilen getroffen, wobei allein der blaue Van rund 125 Einschüsse verzeichnete. Die acht getöteten Angreifer Pádraig McKearney (32), Jim Lynagh (31), Patrick Kelly (30), Gerard O’Callaghan (29), Tony Gormley (25), Eugene Kelly (25), Declan Arthurs (21) und Seamus Donnelly (19) wiesen jeweils mehrere Schussverletzungen auf.
Patrick Kelly war seit den 1970er Jahren in der IRA und seit 1985 Kommandant der East Tyrone Brigade. Er soll die Taktiken der Überfälle auf isolierte RUC-Stationen in der Region geplant haben. Jim Lynagh war seit sechs Jahren auf der Fahndungsliste britischer Behörden. Er soll an mehreren IRA-Operationen beteiligt gewesen sein, unter anderem an der Ermordung des Politikers Norman Stronge und dessen Sohnes James Stronge im Januar 1981. Pádraig McKearney war der Bruder des Hungerstreikenden Tommy McKearney und war 1983 aus dem Maze Prison ausgebrochen. Unter Republikanern wurden die Getöteten als „Loughgall Martyrs“ geehrt.
Aus den Händen der Angreifer wurden acht Handfeuerwaffen sichergestellt, darunter sechs Sturmgewehre, eine Vorderschaftrepetierflinte und ein Revolver. Nach forensischen Untersuchungen konnten die Schusswaffen mit 33 Verbrechen in Verbindung gebracht werden, darunter acht Morden. Der Revolver konnte als die Dienstwaffe des RUC-Reserve Constable William Clements identifiziert werden, der beim bereits erwähnten Anschlag vom 7. Dezember 1985 erschossen worden war.
Nach dem Vorfall wurden Stimmen laut, warum aufgrund der umfangreichen Beweislast die Täter nicht schon auf dem Weg zum Anschlagsziel gestoppt und verhaftet worden waren. Chief constable John Hermon von der RUC erklärte, dass aufgrund der Vorgehensweisen der IRA mit Aufklärung und Beobachtung, herkömmliche Methoden wie Straßensperren oder Annäherungen auf dem Luft- oder Straßenweg keinen Erfolg versprechen würden. Zudem sei eine kampflose Festnahme von acht bewaffneten IRA-Mitgliedern in einem Fahrzeug höchst unwahrscheinlich.
Der Europäische Gerichtshof stellte 2001 eine Verletzung der Menschenrechte der acht getöteten Angreifer fest, da keine ernsthaften Untersuchungen über deren Todesumstände durchgeführt worden waren. Zudem seien die Angehörigen der Toten nicht ausreichend über die abgeschlossenen Ermittlungen und Verfahren informiert worden. Die Tötungen selbst wurden vom Gericht jedoch nicht als unrechtmäßig eingestuft. 2011 kam das Historical Enquiries Team des Police Service of Northern Ireland zu dem Ergebnis, dass die ersten Schüsse von den IRA-Männern abgefeuert worden waren und eine sichere Verhaftung zu diesem Zeitpunkt nicht vorgenommen werden konnte. Die Schüsse der SAS-Soldaten wurden als gerechtfertigt beurteilt.

## Mögliche Rachemorde
Am 20. März 1989 wurden Chief Superintendent Henry Breen und Superintendent Robert Buchanan von der RUC bei einem Hinterhalt der IRA bei Jonesborough getötet. Es handelte sich um die beiden hochrangigsten Todesopfer der RUC im Nordirlandkonflikt. Henry Breen war Kommandant der H-Division der RUC, deren Zuständigkeitsbereich sich auf große Teile des Countys Armagh erstreckte. Laut abschließendem Bericht des Smithwick Tribunals soll Breen aus Rache für seinen Auftritt in den Medien nach dem Loughgall-Anschlag, als er sich unter anderem mit den sichergestellten IRA-Waffen fotografieren ließ, als Ziel ausgesucht worden sein.
Der 2005 als britischer Spion enttarnte Sinn-Féin-Verwaltungsleiter Denis Donaldson wurde am 4. April 2006 in Irland erschossen. Die irische Polizei geht mit einer 80-prozentigen Wahrscheinlichkeit davon aus, dass die Täter aus dem Umfeld des beim Loughgall-Anschlags getöteten Jim Lynagh stammen.